# Производство кофе на Гваделупе
Производство кофе на Гваделупе, в заморском регионе Франции в Карибском море, в разные периоды своей истории имело коммерческое значение. Сегодня кофейная история острова нашла отражение в локальном туризме.

## История

### XVIII век
В 1720 году сэр Габриэль де Клие, живший на Мартинике, преуспел в выращивании кофе, а в 1721 году кофейные бобы были высажены на Гваделупе, расположенной по соседству. Объем производства кофе и хлопка увеличивался с 1730 по 1790 годы, что сократило зависимость от сахарного тростника. За этот период площадь пахотных земель под кофе увеличилась с 15 гектаров до почти 7000 гектаров. К концу XVIII века пахотные земли распространились от Бас-Тер, где первоначально было сосредоточено земледелие, до юго-западной части Гранд-Тер.

### XIX век
В начале XIX века оставшиеся плантации располагались в основном на возвышенностях Бас-Тер. В 1842 году Гваделупа столкнулась с кофейным кризисом. Плантации здесь и на других островах Вест-Индии были уничтожены личинками Elachista Coffeella. Производство сахарного тростника стало доминировать: в 1856 году ему были отданы 59% посевных площадей, в 1895 году – 45%, в 1939 году – 66%. В 1891 году с увеличением импортной пошлины на кофе его производство получило новый стимул. Однако из-за низкой экономической активности в регионе выращивание кофе в основном продолжалось по остаточному принципу: многие семьи выращивали его, чтобы немного увеличить свой доход. В публикации Панамериканского союза в 1902 году упоминается работа Жюля Россиньона (который скончался в 1883 году). В этой работе Россиньон утверждает, что кофе из Гваделупы похож на кофе с Мартиники: схожесть по характеристикам, аналогичная цена. Он описал кофейные зерна с Гваделупы как «блестящие, твердые, длинные, чистые, ровного зеленого цвета, сероватого оттенка», и упомянул, что их экспортировали в бочках и пеньковых мешках. В «обычных сортах» кофе некоторые зерна были «меньше, круглее и несколько изогнуты». Россиньон также упоминает, что кофе, произведенный в Ле-Сент, был превосходным. В 1899 году экспорт кофе с Гваделупы составил 720 тонн (1,587 млн фунтов).

### XX век
В 1913 году к промышленно выращиваемым сортам кофе относились арабика и либерика; первый сорт имеет более высокое качество и выращивается в большем объёме. Были подробно описаны методы обработки кофе начала XX века, в частности, отмечено, что после стадии сушки удаляется внешняя коричневая оболочка ягоды. В 1918 году кофе производился на одной девятой обрабатываемой территории Гваделупы, а доля кофе в структуре экспорта составляла около 7%. К 1920 году выращивание кофе снова сократилось. Частично это связано с тропическими штормами 1921 и 1928 годов, которые нанесли серьезный ущерб кофейным деревьям, также в 1921 году на Бас-Тер обрушился мощный ураган. Экспорт кофе в 1914 году составил более 1000 американских тонн.